# Новобуянский район
Новобуянский район — административная единица на территории РСФСР, существовавшая с 25 января 1935 по 12 февраля 1963 года.

## 1930-е
25 января 1935 года Президиум ВЦИК СССР утвердил новую районную сеть Средневолжского края. В числе других был образован Новобуянский район. В него вошли 9 сельских советов из Красноярского района.
На 1 января 1935 года в районе значилось 25 317 человек, из них 4194 составляли рабочие и служащие, остальные относились к крестьянам.
В районе действовал спиртзавод с производительностью 225 тыс. декалитров спирта-сырца в год, механическо-мукомольные мельницы общей производительностью 427 тонн зерна в сутки, маслозаводы с годовой переработкой молока 184 тонны, лесопильный завод, брынзо-заводы. Также строился смольно-скипидарный завод и был законсервированный завод по выработке искусственной шерсти.
Посевная площадь в 1934 году составила 52 054 га. Имелось 1697 лошадей, 4522 головы крупного рогатого скота, 5328 овец, 1293 свиньи. В районе работали две машинно-тракторные станции с общими мощностями в 130 тракторов и 12 автомобилей.
Леса занимали 35,7 % площади района. Насчитывалось 4 участка леспромхоза: Старобинарадский, Узюковский, Новобуянский и Задельнинский.
В начальных школах обучалось 3051 человек, в 3 неполных средних школах — 476 учеников. Дошкольных учреждений не имелось. Имелась школа совхозуча, готовившая кадры для совхозов, 4 клуба, 1 кинопередвижка, 11 изб-читален, 2 библиотеки с книжным фондом в 5000 экземпляров. 16,5 % населения было неграмотными.
В районе имелось 7 медицинских учреждений, среди которых 3 врачебных пункта на 33 койки.

## 1950-е
В 1954 году Новобуянский район представлял собой:
Образование: 19 начальных школ, 13 семилетних, 3 средних школы. Общее число учащихся 4810 человек.
Здравоохранение: больница на 85 коек, роддом на 14 коек, 1 СЭС, 1 малярийная станция, инфекционное отделение на 15 детский и 6 взрослых коек, 15 фельдшерско-акушерских пункта.
Культура: 1 дом культуры, 17 сельских клуба, 1 изба-читальня и 12 библиотек. Работал 1 кинотеатр и 4 кинопередвижки.
В сентябре 1954 года было проведено укрупнение колхозов, в районе их стало 6. Появляются новые отрасли хозяйства: разведение рыбы в прудах, инкубация птиц, разведение племенных жеребцов.

## 1960-е
В 1962 году в районе 32 школы с 4727 учащимися. Из них неуспевающими было 508 человек. Не хватало учителей русского языка, математики, биологии и начальных классов.
Имелось 18 клубов и 16 библиотек.
12 февраля 1963 года указом Президиума Верховного Совета РСФСР Новобуянский район был ликвидирован. Сельские советы вошли в состав Ставропольского района Куйбышевской области.

## Главы района
- Максим Федотович Кот — председатель райисполкома (1940-е);